# Massimiliano Dentali
Massimiliano Dentali (12 giugno 1980) è un velocista italiano.
È stato sei volte campione italiano assoluto della staffetta 4×100 metri, tre volte con la squadra del Centro Sportivo Carabinieri e tre con la maglia dell'Atletica Riccardi.

## Palmarès
| Anno | Manifestazione   | Sede      | Evento                | Risultato | Prestazione | Note |
| ---- | ---------------- | --------- | --------------------- | --------- | ----------- | ---- |
| 2001 | Europei under 23 | Amsterdam | Staffetta 4×100 metri | finale    | dnf         |      |

## Campionati nazionali
- 6 volte campione italiano assoluto della staffetta 4×100 metri (2003, 2004, 2005, 2009, 2011, 2013)

2003
- Oro ai campionati italiani assoluti di atletica leggera, staffetta 4×100 metri - 39"37

2004
- Oro ai campionati italiani assoluti di atletica leggera, staffetta 4×100 metri - 40"02

2005
- Oro ai campionati italiani assoluti di atletica leggera, staffetta 4×100 metri - 40"01

2006
- Argento ai campionati italiani assoluti di atletica leggera, staffetta 4×100 metri - 40"67
- Bronzo ai campionati italiani assoluti indoor, 60 m piani - 6"77

2009
- Oro ai campionati italiani assoluti di atletica leggera, staffetta 4×100 metri - 40"36

2010
- Bronzo ai campionati italiani assoluti di atletica leggera indoor, 60 metri piani - 6"81
- Bronzo ai campionati italiani assoluti di atletica leggera, staffetta 4×100 metri - 40"54

2011
- Oro ai campionati italiani assoluti di atletica leggera, staffetta 4×100 metri - 40"65

2012
- Bronzo ai campionati italiani assoluti di atletica leggera indoor, staffetta 4×1 giro - 1'28"83

2013
- Oro ai campionati italiani assoluti di atletica leggera, staffetta 4×100 metri - 40"50